# Хадж Ибрагим Калантар
Хадж Ибрагим Калантар (1745—1801; перс. حاج اِبراهیم کلانتَر‎) — глава города Шираз и важный политический деятель в период правления династии Зендов и Каджаров. Он получил прозвище Калантар (с перс. کلانتری — полицейский), так как возглавлял сначала несколько, а затем все полицейские отделения в шахрестане Шираз.

## Биография
Хадж Ибрагим был третьим сыном Хаджа Хашима Ширази — главы шахрестана Шираз. Отец Хаджа Хашима Махмуд был одним из богатых купцов Шираза и происходил из семьи евреев-мусульман.
После смерти Хаджа Хашима Хадж Ибрагим возглавил несколько полицейских управлений в шахрестане Шираз и, по-видимому, оставался на этой должности в период правления Керим-хана Зенда. Параллельно он был секретарем Мирзы Мохаммада — главы полиции провинции Фарс. Постепенно, благодаря своей изобретательности и умениям, Хадж Ибрагим все полицейские управления шахрестана Шираз. Когда в 1783 году Али Мурад-шах стал править Ширазом, он отправил группу людей, в том числе и Хаджа Ибрагима Калантара в Исфаган, при этом заплатив ему 40 тыс. туманов. Через три года шах умер, и Хадж Ибрагим вернулся в Шираз. Он помог Джафар-шаху захватить власть, и в знак благодарности Джафар-шах сделал его главой полиции провинции Фарс. С тех пор Хадж Ибрагим стал одним из важнейших деятелей в Фарсе и приближенным семьи Зендов. Его влияние росло с каждым днем.

### Юг Ирана сдается Ага Мохаммеду Шаху Каджару
В 1790 году Лотф Али-шах, занявший трон после своего отца, вступил в конфликт с Ага Мохаммедом Шахом. В 1792 году Лотф Али-шах, узнав, что Ага Мухаммед напал на Азербайджан, доверив власть в Ифагане (на тот момент столице государства) своему племяннику, отправился с войском в сторону столицы.
Шираз оказался под руководством Хаджа Ибрагима Калантара, который будто заранее зная о намерениях шаха, подкупил его войско, которое ночью разбежалось. В итоге, Лотф Али-шах был повержен Ага Мохаммедом и был вынужден бежать обратно в Шираз. Но Хадж Ибрагим и его соратники не пустили вернувшегося шаха в город. У Лотфа Али-шаха не оставалось другого выбора кроме как направится в город Бушер.
В знак благодарности за то, что Ага Мохаммед Шах легкостью захватил юг Ирана и положил конец правлению династии Зендов, он доверил управление Ширазом Хаджу Ибрагиму Калантару.
Насер ад-Дин Шах Каджар однажды сказал о Хадже Ибрагиме Калантаре: «Я помню, что был один еврей, Хадж Ибрагим, который помог Каджарам захватить власть».

### Судьба Хаджа Ибрагима
В период правления Фетха Али-шаха влияние Хаджа Ибрагима, его детей и родственников росло, что, видимо, вызвало подозрение у шаха. В итоге, в 1801 году его арестовали, и примерно через месяц по приказу шаха Хадж Ибрагим Калантар был казнен. Перед этим он был ослеплен, и ему отрезали язык. Многих его детей и родственников постигла похожая участь.

## Дети и родственники
У Хаджа Ибрагима было 5 сыновей и 3 зятя. Первый сын, которого звали Мирза Мохаммадхан, в период правления Фетха Али-шаха был правителем Кума и Кашана. В 1802 году в возрасте 25 лет он был убит. Второй сын по имени Асадулла Хан управлял Хузестаном и Лурестаном. В 1802 году он был ослеплен. Асадулла Хан умер в 1867 году в возрасте 84 лет. У Хаджа Ибрагима было двое сыновей-близнецов, спасенных от смерти в раннем возрасте. Один из них, Мирза Алиреза, в 1813 году был назначен Фетхом Али-шахом главой придворных евнухов. Он умер в 1868 году. Его брат-близнец, Али Акбархан, в 1813 году был назначен главой полиции провинции Фарс. В 1859 году Насер ад-Дин Шах отправил его в провинцию Кудс Разави. Али Акбархан умер в 1869 году в Мешхеде. Последний сын Хаджа Ибрагима родился в 1798 году в Тегеране. Он стал предводителем бандитской группировки и был убит в 1829 году. Помимо сыновей у Хаджа Ибрагима Калантара было три зятя: первый был восьмым сыном Фетха Али-шаха, второй зять в 1821 году стал советником шаха, третий был министром иностранных дел.